# プラバル・グルン
プラバル・グルン（ネパール語: प्रबल गुरुङ、英: Prabal Gurung、1979年3月31日 - ）は、ネパール出身のファッションデザイナーである。

## 概要
労働階級出身の父のもとシンガポールで生まれ、ネパールのカトマンズで育ち、インドの学校で教育を受ける。ホテル経営を学んだ後、ニューデリーの国立ファッション工科大学を卒業後、ムンバイにてインド人デザイナーのマニッシュ・アローラもとで働く。その後、ロンドン、シドニーと拠点を移し、1999年よりニューヨークに移住しダナ・キャランにてインターンを経験。シンシア・ローリーを経て　ビル・ブラスのデザイン・ディレクターに就任。

## 経歴
- 1999年、ニューヨークへ移住。
- 2009年、自身の名前を冠したブランド「PRABAL GURUNG」でコレクションデビュー。
- 2010年、Ecco Domani Fashion Fund Award受賞。CFDA/Vogue Fashion Fund準優勝。
- 2011年、CFDA新人賞受賞。
- 2012年、秋冬コレクションよりオンワード樫山のブランドICB NYのチーフデザイナーに就任。
- 2013年、全日本空輸(ANA) が2015年2月1日にリニューアルする10代目新制服のデザイナーに起用される。外国人デザイナーの採用は、ANA史上初。

## 愛用者
- ミシェル・オバマ - アメリカ合衆国大統領バラク・オバマの妻
- ウェールズ公妃キャサリン - イギリス王室のウェールズ公ウィリアム王太子の妻
- レディー・ガガ - アメリカ合衆国の音楽家
- デミ・ムーア - アメリカ合衆国の女優
- 全日本空輸 - 日本の航空会社

## その他
母親と姉妹は祖国のカトマンズでブティックを運営していた。